# Acerta Pharma
Acerta Pharma B.V. werd in 2012 opgericht door Allard Kaptein en Tjeerd Barf. De twee waren werkzaam bij Organon. Het bedrijf ontwikkelt medicijnen ter bestrijding van kanker, maar heeft nog geen geneesmiddelen op de markt gebracht. Acerta is gevestigd op het Pivot Park in Oss en heeft ook een vestiging in San Carlos in de Verenigde Staten.
In maart 2013 ging het bedrijf van start met twee Nederlandse investeerders. BioGeneration Ventures en de Brabantse Ontwikkelings Maatschappij zijn via het Life Sciences & Health Fund B.V. als aandeelhouders aangeschoven.
Bij Acerta werken 150 mensen. Na een succesvolle test onder leukemiepatiënten met het medicijn Acalabrutinib is het bedrijf in de belangstelling gekomen. Het middel is mogelijk ook geschikt voor de bestrijding van andere kankerziekten en voor de behandeling met specifieke Disease-modifying antirheumatic drugs. Vanwege het ontbreken van opbrengsten omdat de medicijnen nog niet op de markt zijn gebracht en de hoge ontwikkelingskosten heeft het bedrijf tot 2015 alleen verliezen gerapporteerd.
In december 2015 nam AstraZeneca een belang van 55% in het bedrijf. Het betaalt hiervoor US$2,5 miljard direct en nog eens US$1,5 miljard als het medicijn toekomstige tests goed doorstaat. Op langere termijn kan dit bedrag verder oplopen tot US$7 miljard omdat in de overeenkomst afspraken zijn gemaakt dat de aandeelhouders van het resterende 45%-belang ook hun aandelen kunnen verkopen.
Eind oktober 2017 keurde de Amerikaanse Food and Drug Administration (FDA) het geneesmiddel Calquence van Acerta goed. Met deze goedkeuring is de weg vrij om de overname door AstraZeneca af te ronden. De aandeelhouders hebben recht op een tweede uitkering ter waarde van US$1,5 miljard. Acalabrutinib is de werkzame stof en het geneesmiddel komt onder de naam Calquence op de markt.